# Rónafüred
Rónafüred (ukránul: Лумшори) település Ukrajnában, Kárpátalján, az Ungvári járásban.

## Fekvése
Kisturjaszög mellett fekvő település.

## Története
Rónafüred 1945 után jött létre Kisturjaszög határában.

## Nevezetességek
- Vízesések: a Turica felső folyásán, Rónafüred térségében öt vízesés(wd) található: a 3–4 m magas Fülemüle- (Szolovej-) vízesés(wd),[1] a 4 m magas, egy kis tóba érkező Davir (korábban, a szovjet időkben Partizán), valamint három kisebb, a Burkacs, a Peresztupeny és a Krutilo.[2][3]

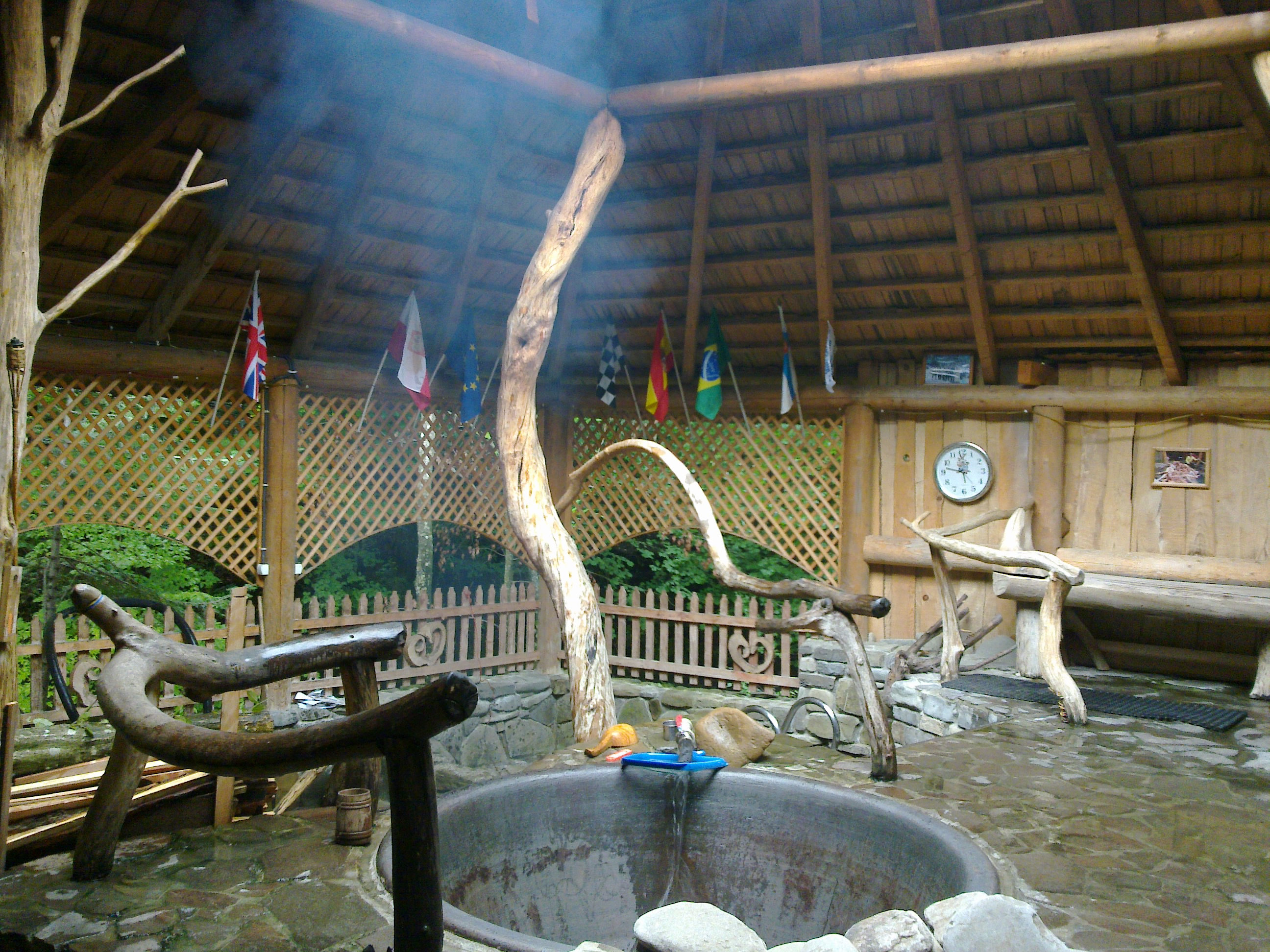
Ásványvízfürdő

- Ásványvizfürdő: régi lekvárfőző üstöket ásványvízzel töltik fel és a fürdőzőket az 1000 literes üstbe ültetik, majd tüzet gyújtanak alatta.[4] A vizet  40-45 °C-ra melegítik. Egy idő után a fürdőzők megmerítkezhetnek a Turica hideg vizében. Ez a fürdő javítja az izomzat és az idegrendszer működését.[5][3][6]

Az ásványvízforrásoknál az első vízgyógyászati kezeléseket az 1600-as években végezték; az emberek a hideg ásványvizet egy favályúba öntötték, és felforrósított köveket dobtak bele, majd beugrottak a vízbe.